# 고성 운흥사 약사불회도
고성 운흥사 약사불회도(固城 雲興寺 藥師佛會圖)는 대한민국 경상남도 고성군 운흥사에 있는 약사불회도이다.
2000년 8월 31일 경상남도의 유형문화재 제358호 고성 운흥사 약사탱화로 지정되었다가, 2018년 12월 20일 현재의 명칭으로 변경되었다.

## 개요
중생을 모든 병의 고통에서 구하고 치유하여 깨달음으로 인도한다는 약사부처를 그림으로 그린 불회도이다.
왼손에 약그릇을 들고 있는 약사부처를 가운데에 크게 배치하고, 약사부처 주위로는 맨 윗부분에 팔부신중을, 그 아래로는 머리에 화려한 보관을 쓴 보살들을 그렸다. 그리고 화면의 맨 아래 부분에는 좌우로 각각 2분씩 불법을 지키는 사천왕상이 배치되어 있다. 연꽃대좌에 앉아 있는 약사부처는 양 어깨를 모두 감싼 옷을 입고 오른 발을 왼무릎에 올려 놓은 길상좌(吉祥坐)의 자세로 큼직한 키모양 광배를 갖추고 있다.

## 같이 보기
- 고성 운흥사 아미타불회도 - 경상남도 유형문화재 제357호

## 참고 문헌
- 고성 운흥사 약사불회도 - 국가유산청 국가유산포털